# Willy Schröder
Willy Schröder (Magdeburgo, Alemania, 7 de marzo de 1912-28 de septiembre de 1990) fue un atleta alemán especializado en la prueba de lanzamiento de disco, en la que consiguió ser campeón europeo en 1938.

## Carrera deportiva
En el Campeonato Europeo de Atletismo de 1938 ganó la medalla de oro en el lanzamiento de disco, con una marca de 49.70 metros, superando al italiano Giorgio Oberweger (plata con 49.48 metros) y al sueco Gunnar Bergh (bronce con 48.72 metros).